# Rehna
Rehna è una città del Meclemburgo-Pomerania Anteriore, in Germania.
Appartiene al circondario (Kreis) del Meclemburgo Nordoccidentale (targa NWM) ed è parte della comunità amministrativa (Amt) di Rehna.
Vitense e Nesow, già comuni autonomi, il 25 maggio del 2014 sono stati incorporati al comune di Rehna.